# Lista de prêmios e indicações recebidos por Joker (filme)
Joker (prt: Joker; bra: Coringa) é um filme de suspense psicológico americano de 2019 dirigido e produzido por Todd Phillips, que co-escreveu o roteiro com Scott Silveri. O filme foi produzido pela Warner Bros. Pictures, DC Films e Joint Effort, em associação com Bron Creative e Village Roadshow Pictures, e distribuído pela Warner Bros. Baseado em personagens da DC Comics, o filme é estrelado por Joaquin Phoenix como o Coringa. Situado em 1981, segue Arthur Fleck, um comediante fracassado cuja queda na insanidade e no niilismo inspira uma violenta revolução contracultural contra os ricos em uma Gotham City decadente. Robert De Niro, Zazie Beetz, Frances Conroy, Brett Cullen, Glenn Fleshler, Bill Camp, Shea Whigham e Marc Maron aparecem em papéis coadjuvantes.
Coringa estreou no 76º Festival Internacional de Cinema de Veneza em 31 de agosto de 2019, onde ganhou o Leão de Ouro, e foi lançado nos Estados Unidos em 4 de outubro de 2019. O filme polarizou os críticos; enquanto os valores de performance, trilha musical, cinematografia e produção de Phoenix foram elogiados, o tom sombrio, o retrato da doença mental e o manuseio da violência dividiram as respostas. O filme se tornou um grande sucesso de bilheteria, estabelecendo recordes de lançamento em outubro e arrecadando mais de US$ 1 bilhão, tornando-se o primeiro filme com classificação R a ultrapassar a marca de um bilhão de dólares nas bilheterias mundiais, a sexta maior bilheteria. É o filme de maior bilheteria de 2019 e o 31º filme de maior bilheteria de todos os tempos. No Óscar 2019, o filme recebeu 11 indicações (incluindo Melhor Filme), ganhando Melhor Ator por Phoenix e Melhor Trilha Sonora Original por Hildur Guðnadóttir. Phoenix e Guðnadóttir também ganharam nas cerimônias do Globos de Ouro e do BAFTA. O American Film Institute selecionou Coringa como um dos 10 melhores filmes de 2019. Embora a opinião crítica estivesse dividida, Coringa foi amplamente considerado um dos melhores filmes do ano pelo público.

## Prêmios e indicações
| Premiação                                     | Data                    | Categoria                                                         | Destinatário(s) | Resultado | Ref(s).                     |
| --------------------------------------------- | ----------------------- | ----------------------------------------------------------------- | --- | --------- | --------------------------- |
| AACTA Awards                                  | 3 de janeiro de 2020    | Melhor Filme Internacional                                        | Joker | Indicado  | [ 4 ] [ 5 ]                 |
| AACTA Awards                                  | 3 de janeiro de 2020    | Melhor Direção Internacional                                      | Todd Phillips | Indicado  | [ 4 ] [ 5 ]                 |
| AACTA Awards                                  | 3 de janeiro de 2020    | Melhor Roteiro Internacional                                      | Todd Phillips, Scott Silver | Indicado  | [ 4 ] [ 5 ]                 |
| AACTA Awards                                  | 3 de janeiro de 2020    | Melhor Ator Internacional                                         | Joaquin Phoenix | Indicado  | [ 4 ] [ 5 ]                 |
| AARP's Movies for Grownups Awards             | 11 de janeiro de 2020   | Escolha dos Leitores                                              | Joker | Indicado  | [ 6 ] [ 7 ]                 |
| Academy Awards                                | 9 de fevereiro de 2020  | Melhor foto                                                       | Bradley Cooper, Todd Phillips, Emma Tillinger Koskoff | Indicado  | [ 8 ] [ 9 ]                 |
| Academy Awards                                | 9 de fevereiro de 2020  | Melhor Diretor                                                    | Todd Phillips | Indicado  | [ 8 ] [ 9 ]                 |
| Academy Awards                                | 9 de fevereiro de 2020  | Melhor ator                                                       | Joaquin Phoenix | Venceu    | [ 8 ] [ 9 ]                 |
| Academy Awards                                | 9 de fevereiro de 2020  | Melhor Roteiro Adaptado                                           | Todd Phillips, Scott Silver | Indicado  | [ 8 ] [ 9 ]                 |
| Academy Awards                                | 9 de fevereiro de 2020  | Melhor Fotografia                                                 | Lawrence Sher | Indicado  | [ 8 ] [ 9 ]                 |
| Academy Awards                                | 9 de fevereiro de 2020  | Melhor Figurino                                                   | Mark Bridges | Indicado  | [ 8 ] [ 9 ]                 |
| Academy Awards                                | 9 de fevereiro de 2020  | Melhor edição de filme                                            | Jeff Groth | Indicado  | [ 8 ] [ 9 ]                 |
| Academy Awards                                | 9 de fevereiro de 2020  | Melhor maquiagem e penteado                                       | Nicki Ledermann, Kay Georgiou | Indicado  | [ 8 ] [ 9 ]                 |
| Academy Awards                                | 9 de fevereiro de 2020  | Melhor Trilha Sonora Original                                     | Hildur Guðnadóttir | Venceu    | [ 8 ] [ 9 ]                 |
| Academy Awards                                | 9 de fevereiro de 2020  | Melhor edição de som                                              | Alan Robert Murray | Indicado  | [ 8 ] [ 9 ]                 |
| Academy Awards                                | 9 de fevereiro de 2020  | Melhor Mixagem de Som                                             | Tom Ozanich, Dean Zupancic, Tod Maitland | Indicado  | [ 8 ] [ 9 ]                 |
| Alliance of Women Film Journalists            | 10 de janeiro de 2020   | Melhor ator                                                       | Joaquin Phoenix | Indicado  | [ 10 ] [ 11 ]               |
| Amanda Awards                                 | 14 de agosto de 2020    | Melhor Filme Estrangeiro                                          | Joker | Venceu    | [ 12 ]                      |
| American Cinema Editors                       | 17 de janeiro de 2020   | Melhor Longa-Metragem Editado – Dramático                         | Jeff Groth | Indicado  | [ 13 ] [ 14 ]               |
| American Film Institute                       | 3 de janeiro de 2020    | Os 10 melhores filmes do ano                                      | Joker | Venceu    | [ 15 ]                      |
| American Society of Cinematographers          | 25 de janeiro de 2020   | Realização excepcional em cinematografia em lançamentos teatrais  | Lawrence Sher | Indicado  | [ 16 ] [ 17 ]               |
| Art Directors Guild Awards                    | 1º de fevereiro de 2020 | Excelência em design de produção para um filme de época           | Mark Friedberg | Indicado  | [ 18 ]                      |
| Australian Film Critics Association           | 7 de fevereiro de 2020  | Melhor Filme Internacional (Inglês)                               | Joker | Indicado  | [ 19 ]                      |
| Belgian Film Critics Association              | 4 de janeiro de 2020    | Grande Prêmio                                                     | Joker | Indicado  | [ 20 ] [ 21 ]               |
| Blue Ribbon Awards                            | 18 de fevereiro de 2020 | Melhor Filme Estrangeiro                                          | Joker | Venceu    | [ 22 ]                      |
| BMI Awards                                    | 15 de junho de 2020     | Música do filme BMI                                               | Hildur Guðnadóttir | Venceu    | [ 23 ]                      |
| BMI Awards                                    | 15 de junho de 2020     | Reconhecimento especial para a vitória do Oscar                   | Hildur Guðnadóttir | Venceu    | [ 23 ]                      |
| Bodil Awards                                  | 29 de fevereiro de 2020 | Melhor Filme Americano                                            | Joker | Indicado  | [ 24 ]                      |
| Bogey Awards                                  | 14 de outubro de 2019   | Prêmio Bogey                                                      | Joker | Venceu    | [ 25 ] [ 26 ]               |
| Bogey Awards                                  | 14 de outubro de 2019   | Bronze                                                            | Joker | Venceu    | [ 25 ] [ 26 ]               |
| Bogey Awards                                  | 14 de outubro de 2019   | Prata                                                             | Joker | Venceu    | [ 25 ] [ 26 ]               |
| Bogey Awards                                  | 14 de outubro de 2019   | Ouro                                                              | Joker | Venceu    | [ 25 ] [ 26 ]               |
| Boston Society of Film Critics                | 15 de dezembro de 2019  | Melhor ator                                                       | Joaquin Phoenix | 2º Lugar  | [ 27 ]                      |
| British Academy Film Awards                   | 2 de fevereiro de 2020  | Melhor Filme                                                      | Bradley Cooper, Todd Phillips, Emma Tillinger Koskoff | Indicado  | [ 28 ] [ 29 ]               |
| British Academy Film Awards                   | 2 de fevereiro de 2020  | Melhor direção                                                    | Todd Phillips | Indicado  | [ 28 ] [ 29 ]               |
| British Academy Film Awards                   | 2 de fevereiro de 2020  | Melhor Roteiro Adaptado                                           | Todd Phillips, Scott Silver | Indicado  | [ 28 ] [ 29 ]               |
| British Academy Film Awards                   | 2 de fevereiro de 2020  | Melhor ator em um papel principal                                 | Joaquin Phoenix | Venceu    | [ 28 ] [ 29 ]               |
| British Academy Film Awards                   | 2 de fevereiro de 2020  | Melhor Trilha Sonora Original                                     | Hildur Guðnadóttir | Venceu    | [ 28 ] [ 29 ]               |
| British Academy Film Awards                   | 2 de fevereiro de 2020  | Melhor elenco                                                     | Shayna Markowitz | Venceu    | [ 28 ] [ 29 ]               |
| British Academy Film Awards                   | 2 de fevereiro de 2020  | Melhor Fotografia                                                 | Lawrence Sher | Indicado  | [ 28 ] [ 29 ]               |
| British Academy Film Awards                   | 2 de fevereiro de 2020  | Melhor edição                                                     | Jeff Groth | Indicado  | [ 28 ] [ 29 ]               |
| British Academy Film Awards                   | 2 de fevereiro de 2020  | Melhor Design de Produção                                         | Mark Friedberg, Kris Moran | Indicado  | [ 28 ] [ 29 ]               |
| British Academy Film Awards                   | 2 de fevereiro de 2020  | Melhor maquiagem e cabelo                                         | Kay Georgiou, Nicki Ledermann | Indicado  | [ 28 ] [ 29 ]               |
| British Academy Film Awards                   | 2 de fevereiro de 2020  | Melhor som                                                        | Tod Maitland, Alan Robert Murray, Tom Ozanich, Dean Zupancic | Indicado  | [ 28 ] [ 29 ]               |
| British Society of Cinematographers           | 16 de fevereiro de 2020 | Melhor Fotografia em Longa-Metragem                               | Lawrence Sher | Indicado  | [ 30 ]                      |
| British Society of Cinematographers           | 16 de fevereiro de 2020 | Prêmio Operadores de Recursos                                     | Geoffrey Haley | Venceu    | [ 30 ]                      |
| Cahiers du cinéma                             | 6 de janeiro de 2020    | 10 melhores listas                                                | Joker | 9º Lugar  | [ 31 ]                      |
| Camerimage                                    | 16 de novembro de 2019  | Sapo Dourado                                                      | Lawrence Sher | Venceu    | [ 32 ] [ 33 ]               |
| Camerimage                                    | 16 de novembro de 2019  | Prêmio do Público                                                 | Lawrence Sher | Venceu    | [ 32 ] [ 33 ]               |
| Capri Hollywood International Film Festival   | 2 de janeiro de 2020    | Melhor ator                                                       | Joaquin Phoenix | Venceu    | [ 34 ]                      |
| Casting Society of America                    | 30 de janeiro de 2020   | Longa-metragem Grande Orçamento – Drama                           | Shayna Markowitz | Indicado  | [ 35 ]                      |
| César Awards                                  | 28 de fevereiro de 2020 | Melhor Filme Estrangeiro                                          | Joker | Indicado  | [ 36 ]                      |
| Chicago Film Critics Association              | 14 de dezembro de 2019  | Melhor ator                                                       | Joaquin Phoenix | Indicado  | [ 37 ] [ 38 ]               |
| Cinema Audio Society Awards                   | 25 de janeiro de 2020   | Filme - ação ao vivo                                              | Joker | Indicado  | [ 39 ] [ 40 ]               |
| Círculo de Escritores Cinematográficos        | 20 de janeiro de 2020   | Melhor Filme Estrangeiro                                          | Joker | Indicado  | [ 41 ] [ 42 ]               |
| Clio Awards                                   | 21 de novembro de 2019  | Teatral: Teaser                                                   | JAX | Venceu    | [ 43 ]                      |
| Critics' Choice Movie Awards                  | 12 de janeiro de 2020   | Melhor foto                                                       | Joker | Indicado  | [ 44 ] [ 45 ]               |
| Critics' Choice Movie Awards                  | 12 de janeiro de 2020   | Melhor ator                                                       | Joaquin Phoenix | Venceu    | [ 44 ] [ 45 ]               |
| Critics' Choice Movie Awards                  | 12 de janeiro de 2020   | Melhor Roteiro Adaptado                                           | Scott Silver, Todd Phillips | Indicado  | [ 44 ] [ 45 ]               |
| Critics' Choice Movie Awards                  | 12 de janeiro de 2020   | Melhor Fotografia                                                 | Lawrence Sher | Indicado  | [ 44 ] [ 45 ]               |
| Critics' Choice Movie Awards                  | 12 de janeiro de 2020   | Melhor Design de Produção                                         | Mark Friedberg, Kris Moran | Indicado  | [ 44 ] [ 45 ]               |
| Critics' Choice Movie Awards                  | 12 de janeiro de 2020   | Melhor cabelo e maquiagem                                         | Joker | Indicado  | [ 44 ] [ 45 ]               |
| Critics' Choice Movie Awards                  | 12 de janeiro de 2020   | Melhor pontuação                                                  | Hildur Guðnadóttir | Venceu    | [ 44 ] [ 45 ]               |
| Dallas–Fort Worth Film Critics Association    | 16 de dezembro de 2019  | Melhor ator                                                       | Joaquin Phoenix | 2º Lugar  | [ 46 ]                      |
| David di Donatello Awards                     | 3 de abril de 2020      | Melhor Filme Estrangeiro                                          | Joker | Indicado  | [ 47 ]                      |
| Detroit Film Critics Society                  | 9 de dezembro de 2019   | Melhor ator                                                       | Joaquin Phoenix | Indicado  | [ 48 ]                      |
| Dorian Awards                                 | 8 de janeiro de 2020    | Performance de Filme do Ano - Ator                                | Joaquin Phoenix | Indicado  | [ 49 ] [ 50 ]               |
| Dragon Awards                                 | 7 de setembro de 2020   | Melhor Filme de Ficção Científica ou Fantasia                     | Joker | Indicado  | [ 51 ]                      |
| Dublin Film Critics' Circle                   | 17 de dezembro de 2019  | Melhor Filme                                                      | Joker | 4º Lugar  | [ 52 ]                      |
| Dublin Film Critics' Circle                   | 17 de dezembro de 2019  | Melhor Diretor                                                    | Todd Phillips | 5º Lugar  | [ 52 ]                      |
| Dublin Film Critics' Circle                   | 17 de dezembro de 2019  | Melhor ator                                                       | Joaquin Phoenix | 2º Lugar  | [ 52 ]                      |
| Dublin Film Critics' Circle                   | 17 de dezembro de 2019  | Melhor Fotografia                                                 | Lawrence Sher | 3º Lugar  | [ 52 ]                      |
| ETC Bollywood Business Awards                 | 11 de fevereiro de 2020 | Filme estrangeiro de maior sucesso                                | Joker | Indicado  | [ 53 ]                      |
| Florida Film Critics Circle                   | 23 de dezembro de 2019  | Melhor ator                                                       | Joaquin Phoenix | Indicado  | [ 54 ]                      |
| Florida Film Critics Circle                   | 23 de dezembro de 2019  | Melhor pontuação                                                  | Hildur Guðnadóttir | Indicado  | [ 54 ]                      |
| Georgia Film Critics Association              | 10 de janeiro de 2020   | Melhor ator                                                       | Joaquin Phoenix | Indicado  | [ 55 ] [ 56 ]               |
| Georgia Film Critics Association              | 10 de janeiro de 2020   | Melhor Roteiro Adaptado                                           | Todd Phillips, Scott Silver | Indicado  | [ 55 ] [ 56 ]               |
| Georgia Film Critics Association              | 10 de janeiro de 2020   | Melhor Trilha Sonora Original                                     | Hildur Guðnadóttir | Indicado  | [ 55 ] [ 56 ]               |
| German Film-and Media Review                  | 12 de março de 2020     | Selo de Aprovação "Altamente Recomendado"                         | Joker | Venceu    | [ 57 ]                      |
| Globe de Cristal Awards                       | ?                       | Melhor Filme Estrangeiro                                          | Joker |           | [ 58 ]                      |
| Golden Globe Awards                           | 5 de janeiro de 2020    | Melhor Filme - Drama                                              | Joker | Indicado  | [ 59 ] [ 60 ]               |
| Golden Globe Awards                           | 5 de janeiro de 2020    | Melhor Ator - Filme Drama                                         | Joaquin Phoenix | Venceu    | [ 59 ] [ 60 ]               |
| Golden Globe Awards                           | 5 de janeiro de 2020    | Melhor Diretor                                                    | Todd Phillips | Indicado  | [ 59 ] [ 60 ]               |
| Golden Globe Awards                           | 5 de janeiro de 2020    | Melhor Trilha Sonora Original                                     | Hildur Guðnadóttir | Venceu    | [ 59 ] [ 60 ]               |
| Golden Raspberry Awards                       | 16 de março de 2020     | Pior Desrespeito Imprudente à Vida Humana e à Propriedade Pública | Joker | Indicado  | [ 61 ]                      |
| Golden Reel Awards                            | 19 de janeiro de 2020   | Outstanding Achievement in Sound Editing – Diálogo e ADR          | Alan Robert Murray, Kira Roessler, Carmeron Steenhagen | Indicado  | [ 62 ] [ 63 ]               |
| Golden Reel Awards                            | 19 de janeiro de 2020   | Outstanding Achievement em Edição de Som - Efeitos e Foley        | Alan Robert Murray, Tom Ozanich, Darren Maynard, John Joseph Thomas, Christian Wenger, Michael Dressel, Kevin R.W. Murray, Willard Overstreet, John T. Cucci, Dan O'Connell | Indicado  | [ 62 ] [ 63 ]               |
| Golden Reel Awards                            | 19 de janeiro de 2020   | Outstanding Achievement in Sound Editing – Music Underscore       | Lena Glikson, Daniel Waldman | Indicado  | [ 62 ] [ 63 ]               |
| Golden Schmoes Awards                         | 7 de fevereiro de 2020  | Filme favorito do ano                                             | Joker | Indicado  | [ 64 ]                      |
| Golden Schmoes Awards                         | 7 de fevereiro de 2020  | Melhor Diretor do Ano                                             | Todd Phillips | Indicado  | [ 64 ]                      |
| Golden Schmoes Awards                         | 7 de fevereiro de 2020  | Melhor Roteiro do Ano                                             | Todd Phillips, Scott Silver | Indicado  | [ 64 ]                      |
| Golden Schmoes Awards                         | 7 de fevereiro de 2020  | Filme mais superestimado do ano                                   | Joker | 2º Lugar  | [ 64 ]                      |
| Golden Schmoes Awards                         | 7 de fevereiro de 2020  | O Filme Mais Trippie do Ano                                       | Joker | Indicado  | [ 64 ]                      |
| Golden Schmoes Awards                         | 7 de fevereiro de 2020  | Maior surpresa do ano                                             | Joker | Venceu    | [ 64 ]                      |
| Golden Schmoes Awards                         | 7 de fevereiro de 2020  | Melhor Ator do Ano                                                | Joaquin Phoenix | Venceu    | [ 64 ]                      |
| Golden Schmoes Awards                         | 7 de fevereiro de 2020  | Personagem mais legal do ano                                      | Joker/Arthur Fleck | Indicado  | [ 64 ]                      |
| Golden Schmoes Awards                         | 7 de fevereiro de 2020  | Melhor música em um filme                                         | Hildur Guðnadóttir | 2º Lugar  | [ 64 ]                      |
| Golden Schmoes Awards                         | 7 de fevereiro de 2020  | Cartaz de filme favorito do ano                                   | Joker | Indicado  | [ 64 ]                      |
| Golden Schmoes Awards                         | 7 de fevereiro de 2020  | Melhor trailer do ano                                             | Joker | 2º Lugar  | [ 64 ]                      |
| Golden Schmoes Awards                         | 7 de fevereiro de 2020  | Melhor DVD/Blu-ray do ano                                         | Joker | Indicado  | [ 64 ]                      |
| Golden Schmoes Awards                         | 7 de fevereiro de 2020  | Cena mais memorável de um filme                                   | Murray Franklin Interview | Indicado  | [ 64 ]                      |
| Golden Schmoes Awards                         | 7 de fevereiro de 2020  | Melhor linha do ano                                               | "I used to think my life was a tragedy, but now I realize it's a comedy."                                                                                                   | Indicado  | [ 64 ]                      |
| Golden Screen Awards                          | 10 de outubro de 2019   | Tela Dourada                                                      | Joker | Venceu    | [ 65 ]                      |
| Golden Tomato Awards                          | 18 de fevereiro de 2020 | Ator favorito dos fãs                                             | Joaquin Phoenix | Venceu    | [ 66 ] [ 67 ]               |
| Golden Tomato Awards                          | 18 de fevereiro de 2020 | História em quadrinhos/filme de novela gráfica com melhor resenha | Joker | 5º Lugar  | [ 66 ] [ 67 ]               |
| Golden Trailer Awards                         | 29 de maio de 2019      | Melhor teaser                                                     | Warner Bros., JAX | Indicado  | [ 68 ]                      |
| Golden Trailer Awards                         | 22 de julho de 2021     | Melhor Trailer de Ação/Suspense para um Longa-Metragem            | Warner Bros., JAX | Indicado  | [ 69 ] [ 70 ]               |
| Golden Trailer Awards                         | 22 de julho de 2021     | Melhores gráficos em um comercial de TV (para um longa-metragem)  | Warner Bros., JAX | Indicado  | [ 69 ] [ 70 ]               |
| Golden Trailer Awards                         | 22 de julho de 2021     | Spot de TV mais original (para um longa-metragem)                 | Warner Bros., JAX | Indicado  | [ 69 ] [ 70 ]               |
| Golden Trailer Awards                         | 22 de julho de 2021     | Melhor Suspense                                                   | Warner Bros., JAX | Venceu    | [ 69 ] [ 70 ]               |
| Grammy Award                                  | 14 de março de 2021     | Melhor trilha sonora para mídia visual                            | Hildur Guðnadóttir | Venceu    | [ 71 ]                      |
| Grammy Award                                  | 14 de março de 2021     | Melhor Arranjo, Instrumental ou A Cappella                        | Hildur Guðnadóttir (for "Bathroom Dance") | Indicado  | [ 71 ]                      |
| Grande Prêmio do Cinema Brasileiro            | 10 de outubro de 2020   | Melhor Filme Estrangeiro                                          | Joker | Indicado  | [ 72 ]                      |
| Guild of Music Supervisors Awards             | 6 de fevereiro de 2020  | Melhor supervisão musical para trailers                           | Anny Colvin | Venceu    | [ 73 ]                      |
| Guinness World Records                        | 9 de dezembro de 2019   | Primeiro filme com classificação R a arrecadar US$ 1 bilhão       | Joker | Venceu    | [ 74 ]                      |
| Guinness World Records                        | 9 de dezembro de 2019   | Filme com classificação R de maior bilheteria                     | Joker | Venceu    | [ 74 ]                      |
| Harvey Award                                  | 11 de outubro de 2020   | Melhor Adaptação de Quadrinhos                                    | Joker | Indicado  | [ 75 ]                      |
| Hollywood Critics Association                 | 9 de janeiro de 2020    | Melhor foto                                                       | Joker | Indicado  | [ 76 ] [ 77 ]               |
| Hollywood Critics Association                 | 9 de janeiro de 2020    | Melhor ator                                                       | Joaquin Phoenix | Venceu    | [ 76 ] [ 77 ]               |
| Hollywood Critics Association                 | 9 de janeiro de 2020    | Melhor Roteiro Adaptado                                           | Scott Silver, Todd Phillips | Indicado  | [ 76 ] [ 77 ]               |
| Hollywood Critics Association                 | 9 de janeiro de 2020    | Melhor Fotografia                                                 | Lawrence Sher | Indicado  | [ 76 ] [ 77 ]               |
| Hollywood Critics Association                 | 9 de janeiro de 2020    | Melhor Figurino                                                   | Mark Bridges | Indicado  | [ 76 ] [ 77 ]               |
| Hollywood Critics Association                 | 9 de janeiro de 2020    | Melhor cabelo e maquiagem                                         | Nicki Ledermann, Kay Georgiou | Indicado  | [ 76 ] [ 77 ]               |
| Hollywood Critics Association                 | 9 de janeiro de 2020    | Melhor Trilha Sonora Original                                     | Hildur Guðnadóttir | Venceu    | [ 76 ] [ 77 ]               |
| Hollywood Music in Media Awards               | 20 de novembro de 2019  | Melhor Trilha Sonora em Longa-Metragem                            | Hildur Guðnadóttir | Venceu    | [ 78 ]                      |
| Hollywood Professional Association            | 19 de novembro de 2020  | Excelente gradação de cores                                       | Joker | Venceu    | [ 79 ]                      |
| Hollywood Professional Association            | 19 de novembro de 2020  | Edição excepcional                                                | Joker | Indicado  | [ 79 ]                      |
| Hollywood Professional Association            | 19 de novembro de 2020  | Som excepcional                                                   | Joker | Indicado  | [ 79 ]                      |
| Houston Film Critics Society                  | 2 de janeiro de 2020    | Melhor foto                                                       | Joker | Indicado  | [ 80 ]                      |
| Houston Film Critics Society                  | 2 de janeiro de 2020    | Melhor ator                                                       | Joaquin Phoenix | Indicado  | [ 80 ]                      |
| Houston Film Critics Society                  | 2 de janeiro de 2020    | Melhor Fotografia                                                 | Lawrence Sher | Indicado  | [ 80 ]                      |
| Houston Film Critics Society                  | 2 de janeiro de 2020    | Melhor Trilha Sonora Original                                     | Hildur Guðnadóttir | Indicado  | [ 80 ]                      |
| Huading Awards                                | 29 de outubro de 2020   | Melhor Filme Global                                               | Joker | Indicado  | [ 81 ]                      |
| Huading Awards                                | 29 de outubro de 2020   | Melhor Diretor Global de Filme                                    | Todd Phillips | Indicado  | [ 81 ]                      |
| Huading Awards                                | 29 de outubro de 2020   | Melhor Ator Global em Filme                                       | Joaquin Phoenix | Venceu    | [ 81 ]                      |
| IGN Awards                                    | 31 de dezembro de 2019  | Melhor filme do ano                                               | Joker | Indicado  | [ 82 ] [ 83 ] [ 84 ] [ 85 ] |
| IGN Awards                                    | 31 de dezembro de 2019  | Vencedor do People's Choice                                       | Joker | Venceu    | [ 82 ] [ 83 ] [ 84 ] [ 85 ] |
| IGN Awards                                    | 31 de dezembro de 2019  | Melhor Filme de Quadrinhos do Ano                                 | Joker | Indicado  | [ 82 ] [ 83 ] [ 84 ] [ 85 ] |
| IGN Awards                                    | 31 de dezembro de 2019  | Melhor Intérprete Principal                                       | Joaquin Phoenix | Venceu    | [ 82 ] [ 83 ] [ 84 ] [ 85 ] |
| IGN Awards                                    | 31 de dezembro de 2019  | Vencedor do People's Choice                                       | Joaquin Phoenix | Venceu    | [ 82 ] [ 83 ] [ 84 ] [ 85 ] |
| IGN Awards                                    | 31 de dezembro de 2019  | Melhor Diretor                                                    | Todd Phillips | Indicado  | [ 82 ] [ 83 ] [ 84 ] [ 85 ] |
| IGN Awards                                    | 31 de dezembro de 2019  | Vencedor do People's Choice                                       | Todd Phillips | Venceu    | [ 82 ] [ 83 ] [ 84 ] [ 85 ] |
| IndieWire Critics Poll                        | 16 de dezembro de 2019  | Melhor Filme                                                      | Joker | 9º Lugar  | [ 82 ]                      |
| IndieWire Critics Poll                        | 16 de dezembro de 2019  | Melhor Diretor                                                    | Todd Phillips | 10º Lugar | [ 82 ]                      |
| IndieWire Critics Poll                        | 16 de dezembro de 2019  | Melhor Roteiro                                                    | Todd Phillips | 20º Lugar | [ 82 ]                      |
| IndieWire Critics Poll                        | 16 de dezembro de 2019  | Melhor ator                                                       | Joaquin Phoenix | 4º Lugar  | [ 82 ]                      |
| IndieWire Critics Poll                        | 16 de dezembro de 2019  | Melhor Ator Coadjuvante                                           | Robert De Niro | 23º Lugar | [ 82 ]                      |
| IndieWire Critics Poll                        | 16 de dezembro de 2019  | Melhor Fotografia                                                 | Lawrence Sher | 13º Lugar | [ 82 ]                      |
| International Cinematographers Guild          | 7 de fevereiro de 2020  | Prêmio Maxwell Weinberg Publicista Showmanship                    | Joker | Venceu    | [ 86 ]                      |
| International Cinephile Society               | 4 de fevereiro de 2020  | Melhor ator                                                       | Joaquin Phoenix | Indicado  | [ 87 ]                      |
| International Cinephile Society               | 4 de fevereiro de 2020  | Melhor Trilha Sonora Original                                     | Hildur Guðnadóttir | Indicado  | [ 87 ]                      |
| International Film Music Critics Association  | 20 de fevereiro de 2020 | Trilha Sonora do Ano                                              | Joker | Indicado  | [ 88 ]                      |
| International Film Music Critics Association  | 20 de fevereiro de 2020 | Compositor de Cinema do Ano                                       | Hildur Guðnadóttir | Indicado  | [ 88 ]                      |
| International Film Music Critics Association  | 20 de fevereiro de 2020 | Melhor Trilha Sonora Original para Filme de Drama                 | Joker | Indicado  | [ 88 ]                      |
| International Film Music Critics Association  | 20 de fevereiro de 2020 | Composição Musical do Ano                                         | Call Me Joker | Indicado  | [ 88 ]                      |
| Japan Academy Film Prize                      | 6 de março de 2020      | Melhor Filme Estrangeiro                                          | Joker | Venceu    | [ 89 ]                      |
| Jupiter Award                                 | 19 de março de 2020     | Melhor Filme Internacional                                        | Joker | Indicado  | [ 90 ]                      |
| Jupiter Award                                 | 19 de março de 2020     | Melhor Ator Internacional                                         | Joaquin Phoenix | Indicado  | [ 90 ]                      |
| Kinema Junpo Awards                           | 19 de fevereiro de 2020 | Melhor Filme Estrangeiro                                          | Joker | Venceu    | [ 91 ]                      |
| Kinema Junpo Awards                           | 19 de fevereiro de 2020 | Melhor Diretor de Filme Estrangeiro                               | Todd Phillips | Venceu    | [ 91 ]                      |
| Kinema Junpo Awards                           | 19 de fevereiro de 2020 | Readers' Choice Award - Melhor Filme Estrangeiro                  | Joker | Venceu    | [ 91 ]                      |
| Kinema Junpo Awards                           | 19 de fevereiro de 2020 | Readers' Choice Award - Melhor Diretor de Filme Estrangeiro       | Todd Phillips | Venceu    | [ 91 ]                      |
| London Film Critics' Circle                   | 30 de janeiro de 2020   | Filme do ano                                                      | Joker | Indicado  | [ 92 ]                      |
| London Film Critics' Circle                   | 30 de janeiro de 2020   | Ator do Ano                                                       | Joaquin Phoenix | Venceu    | [ 92 ]                      |
| Mainichi Film Awards                          | 13 de fevereiro de 2020 | Prêmio de Melhor Filme Estrangeiro                                | Joker | Venceu    | [ 93 ]                      |
| Mainichi Film Awards                          | 13 de fevereiro de 2020 | Prêmio Escolha dos Leitores                                       | Joker | Venceu    | [ 93 ]                      |
| Make-Up Artists and Hair Stylists Guild       | 11 de janeiro de 2020   | Melhor Período e/ou Maquiagem de Personagem                       | Nicki Ledermann, Tania Ribalow, Sunday Englis | Venceu    | [ 94 ] [ 95 ]               |
| Make-Up Artists and Hair Stylists Guild       | 11 de janeiro de 2020   | Melhor Penteado Contemporâneo                                     | Kay Georgiou, Vanessa Anderson | Indicado  | [ 94 ] [ 95 ]               |
| Motion Picture Sound Editors                  | 19 de janeiro de 2020   | Longa-Metragem – Diálogo / ADR                                    | Alan Robert Murray, Kira Roessler, Carmeron Steenhagen | Indicado  | [ 96 ] [ 97 ]               |
| Motion Picture Sound Editors                  | 19 de janeiro de 2020   | Longa-Metragem - Efeitos Sonoros / Foley                          | Joker | Indicado  | [ 96 ] [ 97 ]               |
| Motion Picture Sound Editors                  | 19 de janeiro de 2020   | Recurso - Sublinhado de música                                    | Lena Gilkson, Daniel Waldman | Indicado  | [ 96 ] [ 97 ]               |
| National Film & TV Awards                     | 3 de dezembro de 2019   | Melhor Longa-Metragem                                             | Joker | Indicado  | [ 98 ] [ 99 ]               |
| National Film & TV Awards                     | 3 de dezembro de 2019   | Melhor filme de ação                                              | Joker | Indicado  | [ 98 ] [ 99 ]               |
| National Film & TV Awards                     | 3 de dezembro de 2019   | Melhor Performance em um Filme                                    | Joaquin Phoenix | Indicado  | [ 98 ] [ 99 ]               |
| National Film & TV Awards                     | 3 de dezembro de 2019   | Melhor Performance em um Filme                                    | Robert De Niro | Venceu    | [ 98 ] [ 99 ]               |
| New York Film Critics Online                  | 7 de dezembro de 2019   | Os 10 melhores filmes do ano                                      | Joker | Venceu    | [ 100 ]                     |
| New York Film Critics Online                  | 7 de dezembro de 2019   | Melhor ator                                                       | Joaquin Phoenix | Venceu    | [ 100 ]                     |
| Nikkan Sports Film Award                      | 12 de dezembro de 2019  | Melhor Filme Estrangeiro                                          | Joker | Indicado  | [ 101 ]                     |
| NME Awards                                    | 12 de fevereiro de 2020 | Melhor Filme                                                      | Joker | Indicado  | [ 102 ]                     |
| NME Awards                                    | 12 de fevereiro de 2020 | Melhor Ator de Cinema                                             | Joaquin Phoenix | Indicado  | [ 102 ]                     |
| Online Film Critics Society                   | 6 de janeiro de 2020    | Melhor ator                                                       | Joaquin Phoenix | Indicado  | [ 103 ] [ 104 ]             |
| Online Film Critics Society                   | 6 de janeiro de 2020    | Melhor Trilha Sonora Original                                     | Hildur Guðnadóttir | Indicado  | [ 103 ] [ 104 ]             |
| Palm Springs International Film Festival      | 2 de janeiro de 2020    | Prêmio do Presidente                                              | Joaquin Phoenix | Venceu    | [ 105 ] [ 106 ]             |
| Palm Springs International Film Festival      | 2 de janeiro de 2020    | Prêmio Impacto Criativo na Direção                                | Todd Phillips | Venceu    | [ 105 ] [ 106 ]             |
| Producers Guild of America Awards             | 18 de janeiro de 2020   | Melhor Filme Teatral                                              | Joker | Indicado  | [ 107 ] [ 108 ]             |
| Robert Awards                                 | 26 de janeiro de 2020   | Melhor filme em inglês                                            | Joker | Venceu    | [ 109 ]                     |
| Rondo Hatton Classic Horror Award             | 6 de abril de 2020      | Melhor Filme de 2019                                              | Joker | Venceu    | [ 110 ]                     |
| San Diego Film Critics Society                | 9 de dezembro de 2019   | Melhor Filme                                                      | Joker | Indicado  | [ 111 ]                     |
| San Diego Film Critics Society                | 9 de dezembro de 2019   | Melhor ator                                                       | Joaquin Phoenix | Venceu    | [ 111 ]                     |
| San Diego Film Critics Society                | 9 de dezembro de 2019   | Melhor Roteiro Adaptado                                           | Todd Phillips, Scott Silver | Indicado  | [ 111 ]                     |
| San Diego Film Critics Society                | 9 de dezembro de 2019   | Melhor uso da música                                              | Hildur Guðnadóttir | Indicado  | [ 111 ]                     |
| San Francisco Bay Area Film Critics Circle    | 16 de dezembro de 2019  | Melhor ator                                                       | Joaquin Phoenix | Indicado  | [ 112 ]                     |
| San Francisco Bay Area Film Critics Circle    | 16 de dezembro de 2019  | Melhor Trilha Sonora Original                                     | Hildur Guðnadóttir | Indicado  | [ 112 ]                     |
| Satellite Awards                              | 19 de dezembro de 2019  | Melhor Filme                                                      | Joker | Indicado  | [ 113 ] [ 114 ]             |
| Satellite Awards                              | 19 de dezembro de 2019  | Melhor ator                                                       | Joaquin Phoenix | Indicado  | [ 113 ] [ 114 ]             |
| Satellite Awards                              | 19 de dezembro de 2019  | Melhor Roteiro Adaptado                                           | Todd Phillips, Scott Silver | Venceu    | [ 113 ] [ 114 ]             |
| Satellite Awards                              | 19 de dezembro de 2019  | Melhor Trilha Sonora Original                                     | Hildur Guðnadóttir | Venceu    | [ 113 ] [ 114 ]             |
| Satellite Awards                              | 19 de dezembro de 2019  | Melhor Fotografia                                                 | Lawrence Sher | Indicado  | [ 113 ] [ 114 ]             |
| Satellite Awards                              | 19 de dezembro de 2019  | Melhores efeitos visuais                                          | Edwin Rivera, Mathew Giampa, Bryan Godwin | Indicado  | [ 113 ] [ 114 ]             |
| Satellite Awards                              | 19 de dezembro de 2019  | Melhor edição                                                     | Jeff Groth | Indicado  | [ 113 ] [ 114 ]             |
| Satellite Awards                              | 19 de dezembro de 2019  | Melhor som                                                        | Alan Robert Murray, Tom Ozanich, Dean Zupancic | Indicado  | [ 113 ] [ 114 ]             |
| Satellite Awards                              | 19 de dezembro de 2019  | Melhor Direção de Arte e Design de Produção                       | Mark Friedberg, Laura Ballinger | Indicado  | [ 113 ] [ 114 ]             |
| Satellite Awards                              | 19 de dezembro de 2019  | Melhor Figurino                                                   | Mark Bridges | Indicado  | [ 113 ] [ 114 ]             |
| Saturn Awards                                 | 26 de outubro de 2021   | Melhor Lançamento de Quadrinhos para Cinema                       | Joker | Venceu    | [ 115 ]                     |
| Saturn Awards                                 | 26 de outubro de 2021   | Melhor Ator em um Filme                                           | Joaquin Phoenix | Indicado  | [ 115 ]                     |
| Saturn Awards                                 | 26 de outubro de 2021   | Melhor Atriz Coadjuvante em um Filme                              | Zazie Beetz | Indicado  | [ 115 ]                     |
| Saturn Awards                                 | 26 de outubro de 2021   | Melhor Roteiro de Filme                                           | Joker | Indicado  | [ 115 ]                     |
| Saturn Awards                                 | 26 de outubro de 2021   | Melhor Design de Produção de Filme                                | Joker | Indicado  | [ 115 ]                     |
| Screen Actors Guild Awards                    | 19 de janeiro de 2020   | Desempenho excepcional de um ator masculino em um papel principal | Joaquin Phoenix | Venceu    | [ 116 ] [ 117 ]             |
| Screen Actors Guild Awards                    | 19 de janeiro de 2020   | Desempenho excepcional de um conjunto de dublês em um filme       | The stunt ensemble of Joker | Indicado  | [ 116 ] [ 117 ]             |
| Seattle Film Critics Society                  | 16 de dezembro de 2019  | Melhor ator                                                       | Joaquin Phoenix | Indicado  | [ 118 ]                     |
| Seattle Film Critics Society                  | 16 de dezembro de 2019  | Melhor Trilha Sonora Original                                     | Hildur Guðnadóttir | Indicado  | [ 118 ]                     |
| Seattle Film Critics Society                  | 16 de dezembro de 2019  | Melhor vilão do ano                                               | Joaquin Phoenix | Indicado  | [ 118 ]                     |
| Society of Camera Operators                   | 18 de janeiro de 2020   | Operador de Câmera do Ano - Filme                                 | Geoff Haley | Venceu    | [ 119 ] [ 120 ]             |
| Society of Composers & Lyricists              | 7 de janeiro de 2020    | Melhor Trilha Sonora Original para um Filme de Estúdio            | Hildur Guðnadóttir | Venceu    | [ 121 ]                     |
| St. Louis Film Critics Association            | 15 de dezembro de 2019  | Melhor ator                                                       | Joaquin Phoenix | 2º Lugar  | [ 122 ]                     |
| St. Louis Film Critics Association            | 15 de dezembro de 2019  | Melhor Roteiro Adaptado                                           | Todd Phillips, Scott Silver | Indicado  | [ 122 ]                     |
| St. Louis Film Critics Association            | 15 de dezembro de 2019  | Melhor Fotografia                                                 | Lawrence Sher | Indicado  | [ 122 ]                     |
| St. Louis Film Critics Association            | 15 de dezembro de 2019  | Pior Filme                                                        | Joker | 2º Lugar  | [ 122 ]                     |
| Taurus World Stunt Awards                     | 21 de novembro de 2020  | Golpe mais difícil                                                | Joker | Venceu    | [ 123 ]                     |
| TEC Awards                                    | 22 de janeiro de 2021   | Produção de som para filmes                                       | Joker | Indicado  | [ 124 ]                     |
| Toronto International Film Festival           | 10 de setembro de 2019  | Prêmio de Ator Tributo TIFF                                       | Joaquin Phoenix | Venceu    | [ 125 ]                     |
| Turkish Film Critics Association              | 7 de janeiro de 2020    | Melhor Filme Estrangeiro                                          | Joker | 5º Lugar  | [ 126 ]                     |
| Vancouver Film Critics Circle                 | 16 de dezembro de 2019  | Melhor ator                                                       | Joaquin Phoenix | Indicado  | [ 127 ] [ 128 ]             |
| Venice Film Festival                          | 7 de setembro de 2019   | Leão de Ouro                                                      | Joker | Venceu    | [ 129 ] [ 130 ]             |
| Venice Film Festival                          | 7 de setembro de 2019   | Graffeta d'Oro                                                    | Joker | Venceu    | [ 129 ] [ 130 ]             |
| Venice Film Festival                          | 7 de setembro de 2019   | Prêmio Soundtrack Stars                                           | Hildur Guðnadóttir | Venceu    | [ 129 ] [ 130 ]             |
| Venice Film Festival                          | 5 de setembro de 2020   | Prêmio Internacional Kinéo Melhor Filme                           | Joker | Venceu    | [ 131 ]                     |
| Visual Effects Society                        | 29 de janeiro de 2020   | Excelentes efeitos visuais de apoio em um recurso fotorrealista   | Edwin Rivera, Brice Parker, Mathew Giampa, Bryan Godwin, Jeff Brink | Indicado  | [ 132 ] [ 133 ]             |
| Washington D.C. Area Film Critics Association | 8 de dezembro de 2019   | Melhor ator                                                       | Joaquin Phoenix | Indicado  | [ 134 ] [ 135 ]             |
| Washington D.C. Area Film Critics Association | 8 de dezembro de 2019   | Melhor Roteiro Adaptado                                           | Todd Phillips, Scott Silver | Indicado  | [ 134 ] [ 135 ]             |
| Washington D.C. Area Film Critics Association | 8 de dezembro de 2019   | Melhor pontuação                                                  | Hildur Guðnadóttir | Indicado  | [ 134 ] [ 135 ]             |
| Women Film Critics Circle                     | 9 de dezembro de 2019   | Melhor ator                                                       | Joaquin Phoenix | 2º Lugar  | [ 136 ]                     |
| Women Film Critics Circle                     | 9 de dezembro de 2019   | Mommie Dearest Worst Worst Mom of the Year Award                  | Frances Conroy | Venceu    | [ 136 ]                     |
| World Soundtrack Awards                       | 24 de outubro de 2020   | Compositor de Cinema do Ano                                       | Hildur Guðnadóttir | Venceu    | [ 137 ]                     |
| Writers Guild of America Awards               | 1º de fevereiro de 2020 | Melhor Roteiro Adaptado                                           | Todd Phillips, Scott Silver | Indicado  | [ 138 ]                     |